# Acido pamoico
L'acido pamoico o acido embonico è un composto aromatico derivato dell'acido naftoico. I suoi sali ed esteri sono noti come pamoati o embonati. Può essere preparato dalla reazione dell'acido 2-idrossi-3-naftico con formaldeide. Viene spesso utilizzato per la preparazione di sali o esteri destinati all'uso terapeutico.
In farmacologia, la forma salina dell'acido pamoico (ione pamoato) può essere utilizzata come controione di un composto farmacologico per influenzare il tasso di dissoluzione del farmaco.  La presenza di più atomi di ossigeno consente un significativo legame idrogeno. I legami idrogeno facilitano la dissoluzione dei composti in acqua. I farmaci formulati in questo modo includono il cicloguanil pamoato, l'idroxizina pamoato, l'imipramina pamoato, l'olanzapina pamoato idrato, l'oxantel pamoato, il pirantel pamoato e il pirvinio pamoato.
L'acido pamoico ha attività agonista per il recettore orfano accoppiato alle proteine G GPR35 mediante il quale attiva ERK e beta-arrestin2 e provoca attività antinocicettiva.